# Бухарестський метрополітен
Бухарестський метрополітен (рум. Metroul Bucureşti) — система ліній метрополітену в Бухаресті, Румунія. Обслуговується компанією «Metrorex», що повністю належить румунській державі через Міністерство транспорту.

## Історія
20 вересня 1975 року почалося будівництво метрополітену. Початкова ділянка складалась з 6 станцій та 8,6 км, яка була відкрита 16 листопада 1979 року. На відміну від метрополітенів Східної Європи того часу, де використовувалися вагони радянського виробництва, в Бухаресті завжди використовувалися вагони власного румунського виробництва.
З 2004 року компанія «Alstom» надає послуги з технічного обслуговування рухомого складу оператора «Metrorex», включаючи як старий, так і новий парк. Під час експлуатації поїздів на підприємстві проведено понад 60 видів ремонту.
5 січня 2022 року компанія «Alstom» уклала контракт із румунським державним оператором метрополітену «Metrorex» про надання послуг з технічного обслуговування парку метрополітену Бухареста терміном на 15 років. Контракт оцінюється приблизно у 565,08 млн доларів (500 млн євро), переможця було визначено після завершення відкритого тендеру.
До послуг компанії «Alstom» входить профілактичне та ремонтне обслуговування, а також ремонт 82 поїздів. У середньому 82 поїзди, що складаються з 492 вагонів, проїжджають близько 8,5 млн км на рік. Планується, що у метро Бухареста з 2023 року буде щонайменше 13 нових поїздів «Alstom Metropolis».

## Лінії

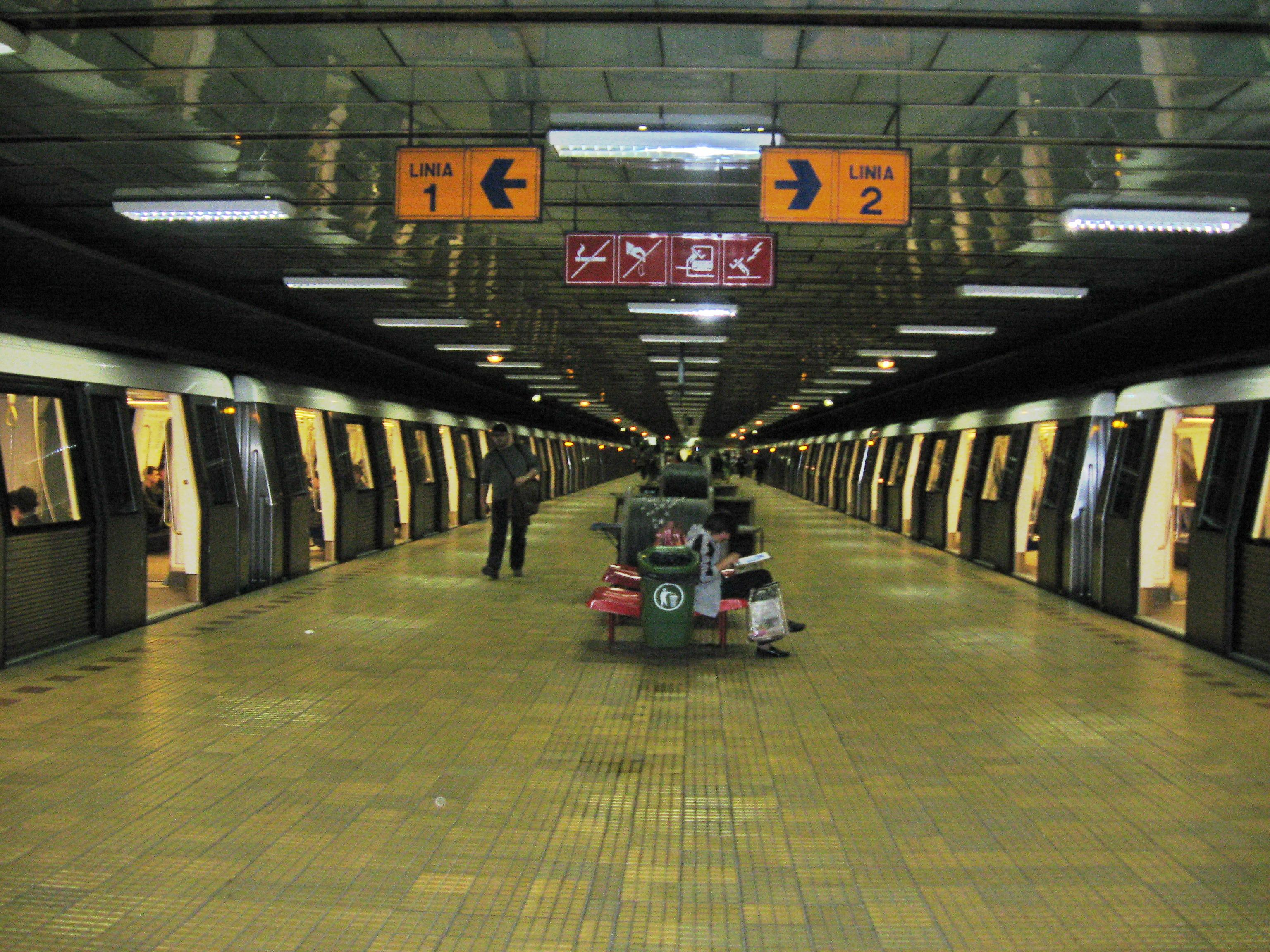
Станція «Дрістор»

Мережа метрополітену складається з п'яти ліній: M1, M2, M3, M4, M5. Кількість станцій 63. Загальна довжина ліній складає 77,53 км. Всі станції розміщені під землею, на середній глибині 12 метрів. Більшість станцій побудовані по типових проєктах, без архітектурних надмірностей. Планується будувати лінію М6.
| Лінія  | Відкрита      | Останнє розширення | Довжина                 | Довжина   | Довжина     | Інтервал руху                                                        | Інтервал руху                                                  |
| Лінія  | Відкрита      | Останнє розширення | функціонує              | будується | заплановано | звичайний час                                                        | година пік                                                     |
| ------ | ------------- | ------------------ | ----------------------- | --------- | ----------- | -------------------------------------------------------------------- | -------------------------------------------------------------- |
| M1     | Листопад 1979 | Серпень 1992       | 31.01 км                | Н/Д       | Н/Д         | 7–9 хв (4 хв між станціями Еройлор і Ніколає Грігореску)             | 3–6 хв (3–3.5 хв між ст. Еройлор і Ніколає Грігореску)         |
| M2     | Січень 1986   | Жовтень 1987       | 18.68 км                | 1.6 км    | 1.6 км      | 4–7 хв (робочі дні звичайні години) 7–9 хв (вихідні, пізні години)   | 1–3 хв                                                         |
| M3     | Серпень 1983  | Листопад 2008      | 13.53 км + 8.67 км (M1) | Н/Д       | Н/Д         | 7–9 хв (4 хв між станціями Еройлор і Ніколає Грігореску)             | 3–6 хв (3–3.5 хв між ст. Еройлор і Ніколає Грігореску)         |
| M4     | Березень 2000 | Березень 2017      | 7.44 км                 | Н/Д       | 10.6 км     | 8–10 хв                                                              | 7 хв                                                           |
| M5     | Вересень 2020 | Н/Д                | 6.87 км                 | Н/Д       | 9.2 км      | 18 хв (на кожній гілці) 9 хв (між станціями Еройлор і Романсьєрілор) | 12 хв (на кожній гілці) 6 хв (між ст. Еройлор і Романсьєрілор) |
| M6     | 2025-2027     | Н/Д                | Н/Д                     | Н/Д       | 14.2 км     | Н/Д                                                                  | Н/Д                                                            |
| Всього | Всього        | Всього             | 77,53 км                | 1,6 км    | 35,6 км     |                                                                      |                                                                |

## Режим роботи
Метрополітен працює з 05:00 до 23:30.